# Makisu

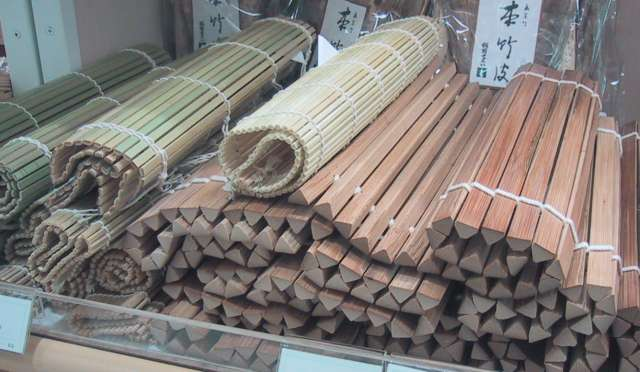
Các loại Makisu với kích cỡ khác nhau.

Trong lĩnh vực ẩm thực Nhật Bản, thuật ngữ makisu (巻き簾) dùng để chỉ một tấm chiếu nhỏ được dệt từ các loại cây họ tre và dây bông, chúng thường được sử dụng để chế biến các món ăn. Makisu thường được dùng để chế biến một loại sushi cuộn được gọi là makizushi (巻き寿司) (gọi tắt là maki). Chúng cũng được sử dụng để tạo hình các loại thực ăn mềm khác như trứng tráng và ép chất lỏng dư thừa ra khỏi thực phẩm.
Thông thường, Makisu có kích thước 25 cm × 25 cm, mặc dù hiện nay có nhiều loại Makisu với kích cỡ đa dạng hơn. Tựu chung lại, Makisu có hai kiểu biến thể: một loại được làm từ các dải tre được dẹt mỏng và một loại được làm với các thanh tre với kích thước lớn hơn (xem ảnh trên). Một số đầu bếp lót Makisu bằng một tấm màng nhựa trước khi sử dụng để giảm bớt công sức lau chùi. Điều này đặc biệt cần thiết trong việc chế biến uramaki (裏巻), một loại maki với lớp cơm được cuộn bên ngoài. Sau khi sử dụng, Makisu sẽ được cọ rửa kỹ lưỡng để loại bỏ các mảnh thức ăn, sau đó phơi khô trong không khí để tránh sự phát triển của vi khuẩn và nấm. Ngoài ra, vì Makisu có giá thành không cao nên mọi người có thể dễ dàng vứt bỏ chúng sau khi sử dụng.